# Chironomus nipponensis
Chironomus nipponensis är en tvåvingeart som beskrevs av Tokunaga 1940. Chironomus nipponensis ingår i släktet Chironomus och familjen fjädermyggor. Inga underarter finns listade i Catalogue of Life.